# Leonberger
Il leonberger è una razza di cani originaria di Leonberg, piccola cittadina del Baden-Württemberg, in Germania. La sua origine esatta rimane incerta ma Heinrich Essig, considerato il padre della razza, sostenne di aver ottenuto il Leonberger incrociando esemplari di varie razze tra cui San Bernardo, Terranova e Cane da Montagna dei Pirenei.

## Storia della razza
Il Leonberger è stato creato nella prima metà del XIX secolo da Heinrich Essig (1808-1889), allo scopo di riprodurre il leone raffigurato nello stemma araldico della città tedesca di Leonberg, vicino a Stoccarda. Secondo i resoconti di Essig, vennero impiegati il Terranova Bianco e Nero (tipo Landser), il San Bernardo a pelo lungo e il Cane da Montagna dei Pirenei. Tuttavia, alcuni studi recenti mettono in dubbio questa ricostruzione storica. Secondo Herbert Schiffmann (1984), per realizzare il cane si sarebbero utilizzati alcuni cani da pastore presenti nelle zone caucasico-alpine. 
È certo che Essig utilizzò cani provenienti dall'Ospizio del Gran San Bernardo, così come egli inviò all'Ospizio propri esemplari su richiesta dei monaci, i quali avevano avuto l'allevamento decimato da una malattia. Pertanto, le origini della razza sono piuttosto nebulosi. Nelle esposizioni canine della seconda metà dell'Ottocento alcuni esemplari vennero presentati alternativamente come San Bernardo o Leonberger. 
Conobbe una certa fortuna e fu richiesta dalle principali Corti d'Europa e perfino in Giappone. Si narra che Garibaldi fece dono di un cucciolo alla sua adorata Anita. La principessa Sissi (Elisabetta Imperatrice d'Austria) ne possedette sette e al Volksgarten di Vienna è raffigurata seduta in trono con a fianco due Leonberger. Dopo la morte di Essig, la razza cadde in disgrazia, osteggiata dagli allevatori di razze affini, specie il San Bernardo. Eppure, grazie alla costanza e alla passione di alcuni, superò i periodi bui e poi le due guerre mondiali, per riconquistare una certa popolarità a partire dagli anni sessanta.

## Aspetto
Il Leonberger è un gigante, un cane di grande mole, imponente ma sempre elegante, proporzionato e armonico. Non deve mai risultare appesantito o, viceversa, troppo leggero. La femmina possiede una particolare grazia ma senza rinunciare alla sostanza, deve comunque esprimere forza e robustezza. Il pelo è lungo e folto, forma una criniera intorno al collo specialmente nel maschio, si allunga in particolar modo sugli arti, formando frange sugli anteriori e folte culottes sui posteriori; anche la coda è ben fornita di pelo. Il Leonberger ha un unico colore, che però è visibile nelle sue varie sfumature dal sabbia al fulvo, con più o meno carbonatura. Sempre presente deve essere la maschera nera che arrivi almeno all'altezza degli occhi, caratteristica imprescindibile ed irrinunciabile della razza.

## Carattere
Viene definito un cane equilibrato, calmo, riflessivo, mai timido o aggressivo. Nei confronti dei bambini ha una vera e propria predilezione: si distingue per una grande pazienza e per un senso di responsabilità che ne fanno un compagno di giochi molto affidabile. In famiglia si adatta velocemente alle nuove situazioni, divenendo un buon compagno di vita sia per chi ama la vita all'aria aperta, che per chi conduce uno stile di vita placido e rilassato. Il Leonberger è un cane dotato di ottima versatilità e può adattarsi ad esigenze diverse tra loro. Può diventare un cane attivo all'occorrenza, essere un cane da lavoro utile nel soccorso in acqua, proprio perché possiede una naturale propensione verso il nuoto e l'elemento acqua in generale. Può essere un perfetto cane da accompagnamento e da compagnia. Infatti, il Leonberger è una razza che sviluppa un rapporto profondo con i suoi cari, un legame stretto e indissolubile e per questo motivo soffre particolarmente la solitudine. Non è un cane indipendente, ha bisogno della partecipazione continua e costante alla vita familiare.